# Enrique Olaya Herrera
Enrique Olaya Herrera (Guateque, 12 de novembro de 1880 – Roma, 18 de fevereiro de 1937) foi um político e jornalista colombiano. Graduado em Direito pela Université Libre de Bruxelles, ocupou o cargo de presidente de seu país entre 7 de agosto de 1930 e 7 de agosto de 1934.